# Sinagoga di Siena

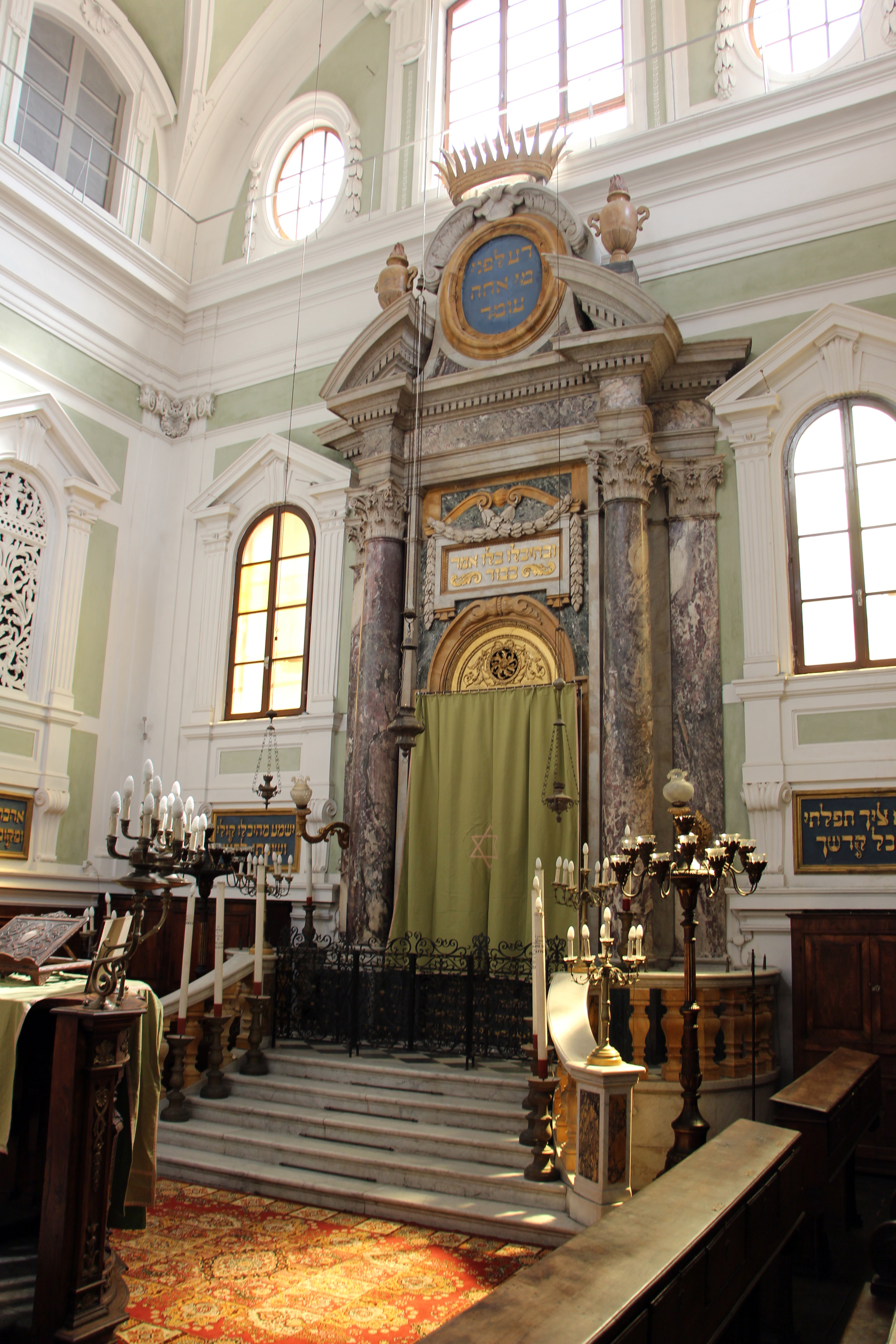
Interno

La sinagoga di Siena, edificata nel 1786 in stile neoclassico, si trova nel centro storico della città toscana, in vicolo delle Scotte, già "piazzetta del Tempio". La tipologia è quella tipica delle sinagoghe di ghetto, prive di segni distintivi esterni, ma riccamente decorate all'interno.

## Storia
La sinagoga di Siena venne progettata dall'architetto Giuseppe Del Rosso nel 1786, nel cuore del ghetto senese, nell'area dove sorgevano precedenti luoghi di preghiera. Il Tempio rappresenta uno dei pochi esempi di architettura tra Rococò e Neoclassicismo della zona.
La facciata esterna è semplice e disadorna. Come tipico nelle sinagoghe di ghetto costruite prima dell'Emancipazione, niente doveva tradire dall'esterno la presenza del luogo di culto. Di fronte si trova la fonte del ghetto, originariamente ornata da una statua di Mosè che additava l'acqua, opera attribuita a Jacopo della Quercia. La statua, rimossa nel 1875 allorché ebrei polacchi si lamentarono che essa infrangeva il divieto di rappresentazione delle immagini, fu trasferita prima nel Museo dell'Opera del Duomo e quindi nel Museo del Comune dove si trova tuttora.
In contrapposizione, l'elegante ambiente interno della sinagoga è riccamente decorato. La sala, di forma rettangolare, ospita ai lati le file di banchi mentre al centro si trova il podio (tevà) realizzato nel 1756 e arricchito da nove candelabri a dieci braccia. Di fronte all'arca (aròn hakkodeš — אָרוֹן הַקֹּדֶשׁ) si affaccia il matroneo, il luogo riservato alla preghiera per le donne, essendo la sinagoga di Siena di rito tradizionalista. In questo caso, si tratta di una specie di balcone chiuso da una grata lignea.
Sulla parete dietro al podio si trovano le finestre in stile neoclassico, riccamente decorate e inserite in tre archi. Sul soffitto, stucchi bianchi e azzurri formano le tavole della legge.
Al suo interno, la sinagoga ospita pezzi di grande valore, tra cui argenti rituali della bottega dei Guadagni di Firenze e stoffe rare, dette "indiane".
Particolare è la sedia di Elia, collocata nell'ampio ingresso a sinistra, donata alla Comunità nel 1860 dal rabbino Nissim. Sullo schienale in legno sono finemente intarsiati i versetti che ricordano la circoncisione, cerimonia per la quale è stata creata.

## Targhe commemorative
A fianco del portone della sinagoga, sono state apposte due targhe commemorative. La prima vi fu collocata il 5 dicembre 1948, in memoria dei quattordici ebrei senesi deportati e uccisi nei campi di sterminio nazisti, durante l'Olocausto. La seconda vi fu apposta il 28 giugno 1999, in occasione del bicentenario del rogo nel quale, il 28 giugno 1799, furono arsi vivi tredici ebrei senesi, durante le devastazioni del ghetto senese ad opera dei sostenitori del Viva Maria. Altre targhe trovano posto all'interno.

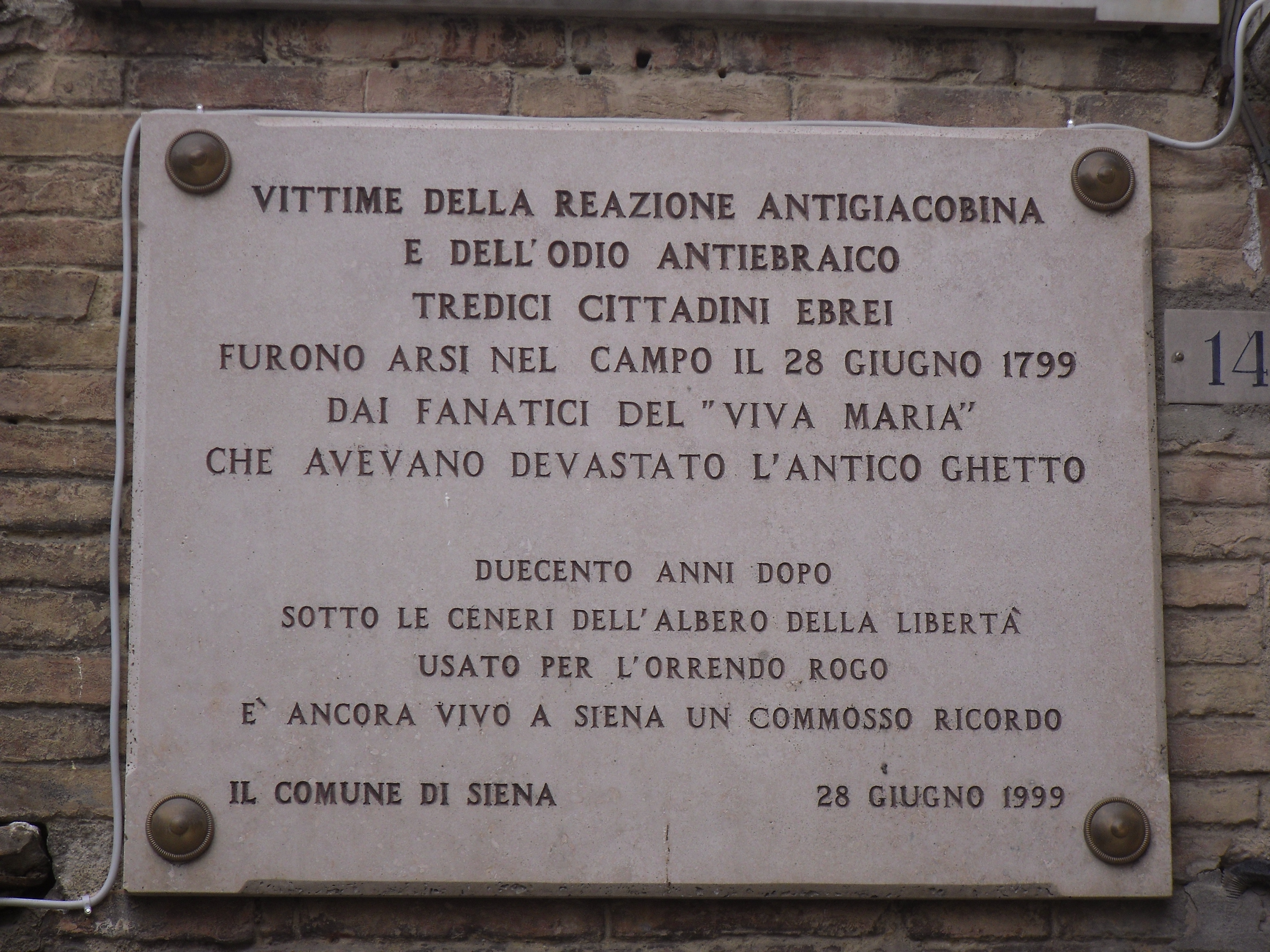
Targa commemorativa delle vittime senesi del Viva Maria.
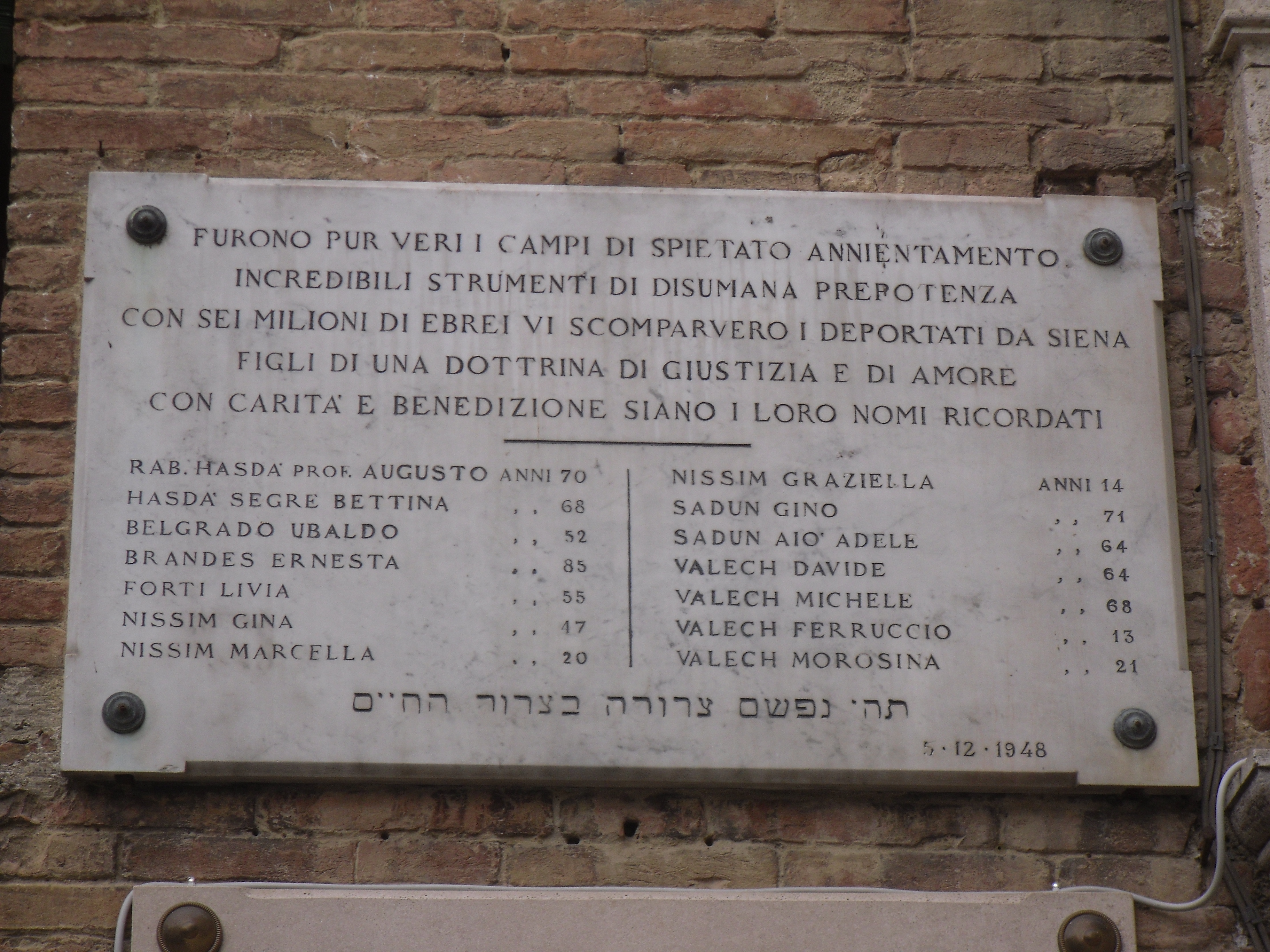
Targa commemorativa delle vittime senesi dell'Olocausto.